# 晉淑軾
晉淑軾（？—1665年），山西平陽府洪洞縣人，清朝政治人物。
晉淑抃從弟。順治三年（1646年）丙戌科進士，授兵科給事中，十一年（1654年）升工科右給事中，出為河南按察司副使、兵備大名，升通政使司左通政，十六年（1659年）任通政使。